# Provocatio ad populum
Provocatio ad populum (łac. odwołanie do ludu, do ogółu) – zasada prawna. 
W starożytnym Rzymie, w okresie republiki zasada wprowadzona przez konsula Waleriusza. Ujęta w ogólną całość tzw. przez ustawę lex Valeria de provocatione (300 p.n.e.), na mocy której konsul nie mógł sam skazać na śmierć obywatela rzymskiego, lecz musiał go oddać pod sąd ludu. Prawo ograniczało w znacznym stopniu władzę konsulów.